# Isle of Man TT 1989
De TT van Man 1989 werd verreden van 2 tot en met 9 juni op de Snaefell Mountain Course op het eiland Man. Door de Interval-start reed men eigenlijk een tijdrace.

## Algemeen
In dit jaar miste men Joey Dunlop, die tijdens races op Brands Hatch in het paasweekend zwaar geblesseerd was geraakt. Honda Racing Corporation gaf Dunlop's machines aan Steve Hislop, die er drie races mee won. Hij werd daarmee de derde coureur die drie races in één week wist te winnen.
De TT van 1989 kostte het leven aan vijf rijders: De Italiaanse bakkenist Marco Fattorelli verongelukte al tijdens de training op 30 mei bij Greeba Castle. Op dezelfde dag verongelukte zijspancoureur John Mulcahy bij Barregarrow tijdens dezelfde training. Op 2 juni verongelukte Phil Hogg bij Ballagarey Corner met een Yamaha TZR 250. Op 7 juni vielen er twee slachtoffers tijdens de Production 1300 TT. Phil Mellor verongelukte bij Doran's Bend en Steve Henshaw verongelukte bij Quarry Bends toen hij probeerde de gevallen James Whitham te ontwijken. Hoewel dodelijke ongevallen op de Mountain Course de gewoonste zaak van de wereld waren, kwam het overlijden van Henshaw en Mellor toch wel hard aan. Een aantal coureurs verliet het eiland voortijdig, waaronder de toppers Brian Morisson, James Whitham (de teamgenoot van Mellor) en Ray Swann. Whitham en Swan zouden nooit meer aan de TT van Man deelnemen.
Het debuut van de watergekoelde wankelmotor van de Norton RCW 588 lukte niet. Trevor Nation en Steve Cull vielen zowel in de Formula One TT als in de Senior TT uit, maar Nation realiseerde in de Senior TT wel de snelste ronde. 

### Nieuwe klassen
In 1989 werden de Production TT-klassen A t/m D afgeschaft, maar wel vervangen. Dat had te maken met het feit dat de productie-tweetaktmotoren begonnen uit te sterven. In de Production Class C TT bleek bijvoorbeeld dat de 250cc-tweetakten niet opkonden tegen de viertaktmotoren, zoals de Honda CBR 400 RR, de Honda VFR 400 R, de Kawasaki ZXR 400, de Suzuki GSX 400 F en de Yamaha FZR 400. Het was dus vooral oude wijn in nieuwe zakken, met uitzondering van de Ultra-Lightweight TT. Die was na 1974 afgeschaft (niet meer nodig omdat de WK-rijders toch niet naar Man kwamen). Nu had Honda echter weer een betaalbare productieracer uitgebracht: de Honda RS 125 R, een eenvoudige eencilinder die ook makkelijk te onderhouden was. Met het terugbrengen van de 125cc-klasse bediende men zowel de tweetaktliefhebbers als coureurs die met weinig budget wilden racen. De Production 1300 TT werd - vooral door het verongelukken van Steve Henshaw en Phil Mellor - na dit ene jaar alweer afgeschaft. 
| Oud                   | Deelname                                                     | Nieuw                | Deelname                   | Resultaat                               |
| --------------------- | ------------------------------------------------------------ | -------------------- | -------------------------- | --------------------------------------- |
| Production Class A TT | Tweetaktmotoren >501-<751 cc, viertaktmotoren >751-<1.300 cc | Production 1300 TT   | Productiemotoren <1.300 cc | Vooral viertaktmotoren tot ca. 1.000 cc |
| Production Class B TT | Tweetaktmotoren >401-<500 cc, viertaktmotoren >601-<750 cc   | Production 750 TT    | Productiemotoren <750 cc   | Vooral viertaktmotoren tot 750 cc       |
| Production Class C TT | Tweetaktmotoren >251-<400 cc, viertaktmotoren >401-<600 cc   | Supersport 600 TT    | Productiemotoren <600 cc   | Vooral viertaktmotoren tot 600 cc       |
| Production Class D TT | Tweetaktmotoren <250 cc, viertaktmotoren <400 cc             | Supersport 400 TT    | Productiemotoren <600 cc   | Vooral viertaktmotoren tot 400 cc       |
|                       |                                                              | Ultra-Lightweight TT | Wegracers <125 cc          | Vooral Honda RS 125 R's                 |

## Hoofdraces

### Formula One TT
Zes ronden (364 km), tweetaktmotoren van 350- tot 500 cc, viertaktmotoren van 600- tot 1.000 cc.
Door het wegvallen van de geblesseerde Joey Dunlop bleef het verwachte gevecht tussen hem en Steve Hislop uit. Honda gaf Dunlop's Honda RC 30 juist aan Hislop en die won de Formula One TT met twee seconden voorsprong op Brian Morrison en Nick Jefferies. Morrison had problemen gehad toen na een tankstop zijn tankdop niet meer wilde sluiten en Jefferies was in de laatste ronde in botsing gekomen met een achterblijver. Trevor Nation werd geconfronteerd met het hoge brandstofverbruik dat wankelmotoren eigen was. Hij strandde in de tweede ronde twee kilometer voor de finish. Zijn Norton-teamgenoot Steve Cull viel uit met een defecte versnellingsbak, maar ook hij had de tankstop na de tweede ronde maar net gehaald. Steve Hislop had tijdens de race even een probleem toen hij bij de passage door Kirk Michael een trottoirband raakte, maar het zette ook een nieuwe mijlpaal door de eerste ronde boven de 120 mijl per uur (121,34 mph) te rijden.

#### Uitslag Formula One TT
| Pos | Coureur          | Merk               | Tijd      | Snelheid   | Punten |
| --- | ---------------- | ------------------ | --------- | ---------- | ------ |
| 1   | Steve Hislop     | HRC-Honda          | 1:53"47'4 | 119,36 mph | 20     |
| 2   | Brian Morrison   | Honda              | 1:55"30'2 | 117,59 mph | 17     |
| 3   | Nick Jefferies   | Yamaha             | 1:55"55'0 | 117,16 mph | 15     |
| 4   | Carl Fogarty     | Honda              | 1:56"25'8 | 116,66 mph | 13     |
| 5   | Graeme McGregor  | Honda              | 1:56"50'6 | 116,24 mph | 11     |
| 6   | James Whitham    | Durex-Suzuki       | 1:56"57'4 | 116,13 mph | 19     |
| 7   | Robert Dunlop    | Honda              | 1:56;59;2 | 116,10 mph | 9      |
| 8   | Andy McGladdery  | Honda              | 1:57"34'8 | 115,51 mph | 8      |
| 9   | Sam McClements   | Honda              | 1:58"57'2 | 114,18 mph | 7      |
| 10  | Colin Gable      | Honda              | 1:59"12'2 | 113,94 mph | 6      |
| 11  | Charlie Corner   | Honda              | 2:00"06'8 | 113,08 mph | 5      |
| 12  | Steve Ward       | Honda              | 2:00"13'6 | 112,97 mph | 4      |
| 13  | Tony Moran       | Yamaha             | 2:00"55'2 | 112,32 mph | 3      |
| 14  | Bob Jackson      | Honda              | 2:01"14'2 | 112,03 mph | 2      |
| 15  | Phillip McCallen | Shell Gemini-Honda | 2:01"15'8 | 112,01 mph | 1      |
| 16  | Denis Ireland    | Honda              | 2:01"30'4 | 111,78 mph |        |
| 17  | Ray Swann        | Kawasaki           | 2:01"36'4 | 111,69 mph |        |
| 18  | Steve Henshaw    | Honda              | 2:01"51'6 | 111,46 mph |        |
| 19  | Dave Leach       | Yamaha             | 2:02"38'2 | 110,75 mph |        |
| 20  | Richard Rose     | Kawasaki           | 2:03"06'8 | 110,32 mph |        |
| 36  | Tony Rutter      | Ducati             | 2:13"02'8 | 102,10 mph |        |
| 38  | Ray Knight       | Kawasaki           | 2:13"24'0 | 101,82 mph |        |
| DNF | Trevor Nation    | Norton             |           |            |        |
| DNF | Steve Cull       | Norton             |           |            |        |
| DNF | Phil Mellor      | Durex-Suzuki       |           |            |        |
| DNF | Eddie Laycock    | Honda              |           |            |        |

### Top tien tussenstand WK Formula One
(Na twee wedstrijden)
| Pos | Coureur             | Merk   | Ptn |
| --- | ------------------- | ------ | --- |
| 1   | Michael Dowson      | Yamaha | 20  |
| 1   | Steve Hislop        | Honda  | 20  |
| 3   | Yasutomo Nagai      | Yamaha | 17  |
| 3   | Brian Morrison      | Honda  | 17  |
| 5   | Carl Fogarty        | Honda  | 16  |
| 6   | Yukiya Oshima       | Suzuki | 15  |
| 6   | Nick Jefferies      | Yamaha | 15  |
| 8   | Rob Phillis         | Honda  | 13  |
| 9   | Ken’ichirō Iwahashi | Honda  | 11  |
| 9   | Graeme McGregor     | Honda  | 11  |

### Sidecar TT Race A
Drie ronden, zijspancombinaties met viertaktmotoren tot 750 cc (gekleurde achtergrond: Sidecar Formula Two, zijspancombinaties met tweetaktmotoren tot 350 cc)
Dave Molyneux miste zijn bakkenist Alan Langton, maar met Colin Hardman, de voormalige passagier van Michael Burcombe, won hij de eerste zijspanrace. De overwinning was bijna naar Kenny Howles en Steve Pointer gegaan, maar zij kregen foutieve pitsignalen waardoor ze rustiger gingen rijden en uiteindelijk twee seconden te langzaam waren. Mick Boddice en Chas Birks vielen uit door een gescheurde benzineleiding.
De Formula Two-klasse werd gewonnen door Dave Saville en Dave Hall.

#### Uitslag Sidecar TT Race A
| Pos | Coureur         | Bakkenist        | Merk            | Tijd      | Snelheid   |
| --- | --------------- | ---------------- | --------------- | --------- | ---------- |
| 1   | Dave Molyneux   | Colin Hardman    | Bregazzi-Yamaha | 1:04"57'0 | 104,56 mph |
| 2   | Kenny Howles    | Steve Pointer    | Ireson-Yamaha   | 1:04"58'2 | 104,53 mph |
| 3   | Neil Smit       | D. Wood          | Yamaha          | 1:05"29'0 | 103,71 mph |
| 4   | Dennis Brown    | Billie Nelson    | Yamaha          | 1:05"45'8 | 103,27 mph |
| 5   | Lars Schwartz   | Leif Gustavsson  | Ireson-Yamaha   | 1:05"56'0 | 103,00 mph |
| 6   | Derek Plummer   | Tony Darby       | Yamaha          | 1:06"56'8 | 101,44 mph |
| 7   | Vic Jefford     | Pete Hill        | Baker-Yamaha    | 1:07"22'8 | 100,79 mph |
| 8   | Artie Oates     | Edda Oates       | Yamaha          | 1:07"37'8 | 100,41 mph |
| 9   | Geoff Bell      | J. Tailford      | Yamaha          | 1:07"53'6 | 100,03 mph |
| 10  | David Low       | Janet Low        | Jacobs-Suzuki   | 1:08"29'4 | 99,15 mph  |
| 11  | Dave Saville    | Dave Hall        | F2 Sabre        | 1:09"11'4 | 98,15 mph  |
| 12  | John Phillips   | Malcolm Hollis   | Yamaha          | 1:09"14'4 | 98,08 mph  |
| 13  | Goronwy Davies  | Peter Smethurst  | Yamaha          | 1:09"32'8 | 97,65 mph  |
| 14  | Bob Munro       | C. Denholm       | Rumble-Suzuki   | 1:10"19'4 | 96,57 mph  |
| 15  | Brian Gray      | Steve Graham     | Yamaha          | 1:10"40'8 | 96,08 mph  |
| 16  | Derek Rumble    | Steve Wilson     | Rumble-Suzuki   | 1:10"54'6 | 95,77 mph  |
| 17  | Norman Burgess  | N. Kay           | F2 Yamaha       | 1:10"55'8 | 95,74 mph  |
| 18  | Bill Davie      | Rab Hopkins      | Yamaha          | 1:10"56'4 | 95,73 mph  |
| 19  | Helmut Lünemann | Gerhard Morscher | Yamaha          | 1:11"41'4 | 94,73 mph  |
| 20  | Dennis Keen     | Rob Parker       | F2 Yamaha       | 1:11"45'6 | 94,64 mph  |
| 24  | Roy Hanks       | Alistair Frame   | F2 Nrth         | 1:13"07'2 | 92,88 mph  |
| DNF | Mick Boddice    | Chas Birks       | Ireson-Yamaha   |           |            |

### Junior TT
Woensdag 7 juni, vier ronden (243 km), tweetaktmotoren tot 350cc, Formule 2 klasse: viertaktmotoren tot 600 cc.
Steve Hislop leek ook de Junior TT te gaan winnen, maar hij crashte met zijn Honda (eigenlijk die van Joey Dunlop) bij Quarry Bends. Johnny Rea bouwde een flinke voorsprong op. Eddie Laycock zette de achtervolging in, maar hij kwam 2,8 seconde tekort om Rea te verslaan. 

#### Uitslag Junior TT
| Pos | Coureur           | Merk          | Tijd      | Snelheid   |
| --- | ----------------- | ------------- | --------- | ---------- |
| 1   | Johnny Rea        | Yamaha        | 1:20"45'8 | 112,12 mph |
| 2   | Eddie Laycock     | Millar-Yamaha | 1:20"48'6 | 112,05 mph |
| 3   | Steve Hazlett     | EMC-Rotax     | 1:21"35'4 | 110,98 mph |
| 4   | Carl Fogarty      | Honda         | 1:22"23'6 | 109,90 mph |
| 5   | Ian Young         | Yamaha        | 1:22"50'0 | 109,31 mph |
| 6   | Barry Woodland    | Yamaha        | 1:23"15'8 | 108,75 mph |
| 7   | Derek Chatterton  | Yamaha        | 1:24"10'8 | 107,56 mph |
| 8   | Richard Coates    | Yamaha        | 1:25"54'6 | 106,64 mph |
| 9   | Richard Swallow   | Honda         | 1:25"12'6 | 106,16 mph |
| 10  | Robbie Boland     | Yamaha        | 1:25"48'8 | 105,52 mph |
| 11  | Gary Radcliffe    | Yamaha        | 1:26"34'8 | 104,58 mph |
| 12  | Jim Hodson        | CCM           | 1:27"06'4 | 103,95 mph |
| 13  | Mike Boyes        | Yamaha        | 1:27"12'8 | 103,82 mph |
| 14  | Mark Westmoreland | Yamaha        | 1:27"28'0 | 103,52 mph |
| 15  | Jez Thrush        | Honda         | 1:27"37'0 | 103,35 mph |
| 16  | Sammy Henry       | Honda         | 1:27"39'8 | 103,29 mph |
| 17  | Alan Jackson      | Yamaha        | 1:28"12'6 | 102,65 mph |
| 18  | Mick Chatterton   | Yamaha        | 1:29"57'2 | 100,66 mph |
| 19  | Mark Langton      | Suzuki        | 1:30"59'0 | 99,52 mph  |
| 20  | George Linder     | Yamaha        | 1:31"08'2 | 99,35 mph  |
| DNF | Steve Hislop      | Honda         |           |            |
| DNF | Graeme McGregor   | Kawasaki      |           |            |
| DNF | Ian Lougher       | Onbekend      |           |            |

### Sidecar TT Race B
Drie ronden, zijspancombinaties met viertaktmotoren tot 750 cc (gekleurde achtergrond: Sidecar Formula Two, zijspancombinaties met tweetaktmotoren tot 350 cc)
Al in de eerste ronde (met staande start) verbeterden Mick Boddice en Chas Birks het oude ronderecord van Jock Taylor en Benga Johansson. Voor Boddice was het zijn zevende overwinning. Dennis Brown en Billie Nelson werden tweede op ruim een seconde, maar Dave Molyneux en Colin Hardman werden dankzij hun derde plaats dagwinnaar omdat ze Race A gewonnen hadden.
De Formula Two-klasse werd opnieuw gewonnen door Dave Saville en Dave Hall.

#### Uitslag Sidecar TT Race B
| Pos | Coureur          | Bakkenist         | Merk                 | Tijd      | Snelheid   |
| --- | ---------------- | ----------------- | -------------------- | --------- | ---------- |
| 1   | Mick Boddice     | Chas Birks        | Ireson-Yamaha        | 1:03"22'0 | 107,17 mph |
| 2   | Dennis Brown     | Billie Nelson     | Yamaha               | 1:04"23'2 | 105,47 mph |
| 3   | Dave Molyneux    | Colin Hardman     | Bregazzi-Yamaha      | 1:04"31'2 | 105,26 mph |
| 4   | Geoff Rushbrook  | J. Cochrane       | Ireson-Yamaha        | 1"04"46'0 | 104,85 mph |
| 5   | Dave Hallam      | John Gibbard      | Windle-Yamaha        | 1:05"39'8 | 103,42 mph |
| 6   | Geoff Bell       | J. Tailford       | Yamaha               | 1:05"56'4 | 102,99 mph |
| 7   | Lars Schwartz    | Leif Gustavsson   | Ireson-Yamaha        | 1:06"09'2 | 102,66 mph |
| 8   | Eric Cornes      | Graham Wellington | Ireson-Yamaha        | 1:07"17'5 | 100,92 mph |
| 9   | Derek Rumble jr. | Gareth Keep       | Rumble-Yamaha        | 1:07"18'8 | 100,89 mph |
| 10  | Artie Oates      | Edda Oates        | Yamaha               | 1:07"25'6 | 100,82 mph |
| 11  | John Phillips    | Malcolm Hollis    | Yamaha               | 1:07"31'8 | 100,56 mph |
| 12  | Ian Pugh         | David Samuel      | Yamaha               | 1:08"26'8 | 99,22 mph  |
| 13  | Dave Saville     | Dave Hall         | F2 Sabre             | 1:08"54'0 | 98,56 mph  |
| 14  | Neil Smith       | D. Wood           | Yamaha               | 1:09"13'6 | 98,10 mph  |
| 15  | Rod Bellas       | Geoff Knight      | Yamaha               | 1:09"26'4 | 97,80 mph  |
| 16  | Helmut Lünemann  | Gerhard Morscher  | Yamaha               | 1:11"49'2 | 94,56 mph  |
| 17  | Roy Hanks        | Malcolm Lucas     | F2 Nrth              | 1:12"21'6 | 93,85 mph  |
| 18  | Des Founds       | Gary Irlam        | F2 Yamaha            | 1:12"51'0 | 93,22 mph  |
| 19  | John Holden      | D. Burgess        | F2 Derbyshire-Yamaha | 1:12"55'6 | 93,12 mph  |
| 20  | Joe Heys         | C. Heifti         | F2 Heys-Yamaha       | 1:13"02'4 | 92,98 mph  |
| DNF | Kenny Howles     | Steve Pointer     | Ireson-Yamaha        |           |            |

### Ultra-Lightweight TT
Twee ronden, 121,46 km, wegrace-motoren tot 125 cc.
Robert Dunlop, de broer van Joey Dunlop behaald in de heringevoerde Ultra-Lightweight TT zijn eerste TT-overwinning, maar zijn tweede overwinning op de Mountain Course, want hij had in 1983 al de Newcomers Junior Race van de Manx Grand Prix gewonnen. De race werd bijna uitsluitend verreden met de nieuwe eencilinder Honda RS 125 R-productieracer, maar omdat de ACU de reglementen van de Fédération Internationale de Motocyclisme niet had overgenomen, startten er ook nog enkele Morbidelli\MBA-tweecilindertjes. Dunlop was wel erg snel. Hoewel de race slechts twee ronden duurde had hij ruim veertien seconden voorsprong op Ian Lougher en Carl Fogarty.

#### Uitslag Ultra-Lighweight TT
| Pos | Coureur            | Merk       | Tijd    | Snelheid   |
| --- | ------------------ | ---------- | ------- | ---------- |
| 1   | Robert Dunlop      | Honda      | 44"08'0 | 102,58 mph |
| 2   | Ian Lougher        | Honda      | 44"23'8 | 101,98 mph |
| 3   | Carl Fogarty       | Honda      | 44"41'8 | 101,29 mph |
| 4   | Ian Newton         | Honda      | 44"46'2 | 101,13 mph |
| 5   | Michael McGarrity  | Honda      | 45"21'6 | 99,82 mph  |
| 6   | Richard Swallow    | Honda      | 45"40'2 | 99,13 mph  |
| 7   | Phillip McCallen   | Honda      | 45"49'4 | 98,80 mph  |
| 8   | David Nobbs        | Honda      | 47"37'2 | 95,07 mph  |
| 9   | Steve Ward         | Morbidelli | 47"44'8 | 94,82 mph  |
| 10  | Dave Shields       | Honda      | 48"21'4 | 93,62 mph  |
| 11  | Reg Lennon         | Honda      | 48"28'0 | 93.41 mph  |
| 12  | Steve Mason        | Honda      | 48"32'8 | 93,26 mph  |
| 13  | Christopher Barton | Honda      | 48"54'4 | 92,57 mph  |
| 14  | Tim Salveson       | MBA        | 49"07'4 | 92,16 mph  |
| 15  | Michael Topping    | Honda      | 49"16'2 | 91,89 mph  |
| 16  | Trevor Ritchie     | Honda      | 49"48'4 | 90,90 mph  |
| 17  | Dennis Trollope    | Yamaha     | 50"01'0 | 90,52 mph  |
| 18  | Steve Gabbott      | Honda      | 50"20'2 | 89,94 mph  |
| 19  | Mick Chatterton    | Honda      | 50"35'6 | 89,49 mph  |
| 20  | Bill Robertson     | Honda      | 51"17'6 | 88,26 mph  |
| DNF | Eddie Roberts      | Honda      |         |            |

### Senior TT
Drie ronden (182 km), alle motoren van 300- tot 1.000 cc.
De Senior TT ging van start zonder Brian Morrison, James Whitham en Ray Swann, die zodanig onder de indruk waren van het overlijden van Phil Mellor en Steve Henshaw dat ze het eiland al verlaten hadden. In de Senior TT werden dezelfde motorfietsen gebruikt als in de Formula One TT, waar Morrison tweede, Whitham zesde en Swann zeventiende waren geworden. Voor Steve Hislop bleef er genoeg concurrentie over, maar hij reed een paar ronden met een gemiddelde van boven de 120 mijl per uur en daarna kon niemand hem meer bedreigen.

#### Uitslag Senior TT
| Pos | Coureur          | Merk               | Tijd      | Snelheid   |
| --- | ---------------- | ------------------ | --------- | ---------- |
| 1   | Steve Hislop     | HRC-Honda          | 1:54"52'6 | 118,23 mph |
| 2   | Nick Jefferies   | Yamaha             | 1:55"30'6 | 117,58 mph |
| 3   | Graeme McGregor  | Honda              | 1:56"42'4 | 116,38 mph |
| 4   | Robert Dunlop    | Honda              | 1:57"44'2 | 115,36 mph |
| 5   | Eddie Laycock    | Honda              | 1:58"11'0 | 114,92 mph |
| 6   | Andy McGladdery  | Honda              | 1:58"18'4 | 114,81 mph |
| 7   | Sam McClements   | Honda              | 1:58"36'4 | 114,51 mph |
| 8   | Ian Young        | Honda              | 1:59;28'6 | 113,68mph  |
| 9   | Colin Gable      | Yamaha             | 2:00"03'8 | 113,13 mph |
| 10  | Kenny Harrison   | Yamaha             | 2:01"11'6 | 112,07mph  |
| 11  | Bob Jackson      | Honda              | 2:01"37'4 | 111,67 mph |
| 12  | Denis Ireland    | Honda              | 2:01"56'6 | 111,38 mph |
| 13  | Phil Nichols     | Honda              | 2:02"16'6 | 111,08 mph |
| 14  | Iain Duffus      | Suzuki             | 2:02"25'0 | 110,95 mph |
| 15  | Brian Raynor     | Yamaha             | 2:02"25'8 | 110,94 mph |
| 16  | Dave Leach       | Yamaha             | 2:02"42'6 | 110,69 mph |
| 17  | Phillip McCallen | Shell Gemini-Honda | 2:02"53'4 | 110,52 mph |
| 18  | Steve Johnson    | Yamaha             | 2:03"10'2 | 110,27 mph |
| 19  | Richard Rose     | Kawasaki           | 2:03"12'2 | 110,24 mph |
| 20  | Howard Selby     | Yamaha             | 2:04"00'8 | 109,52 mph |
| 23  | Steve Cull       | Norton             | 2:04"42'6 | 108,91 mph |
| 37  | Ray Knight       | Honda              | 2:12"33'2 | 102,47 mph |
| DNF | Trevor Nation    | Norton             |           |            |
| DNF | Carl Fogarty     | Honda              |           |            |
| DNF | Johnny Rea       | Onbekend           |           |            |
| DNF | Tony Rutter      | Ducati             |           |            |

## Overige races

### Supersport 600 TT
Vier ronden (243 km), viertaktmotoren tot 600 cc.
In de Supersport 600 TT scoorde Steve Hislop zijn eerste overwinning van dit jaar. Hij kreeg wel veel tegenstand van Dave Leach die een nieuw ronderecord reed. 

#### Uitslag Supersport 600 TT
| Pos | Coureur          | Merk               | Tijd      | Snelheid   |
| --- | ---------------- | ------------------ | --------- | ---------- |
| 1   | Steve Hislop     | Honda              | 1:20"25'8 | 112,58 mph |
| 2   | Dave Leach       | Yamaha             | 1:20"54'6 | 111,91 mph |
| 3   | James Whitham    | Durex-Suzuki       | 1:21"05'6 | 111,68 mph |
| 4   | Phil Mellor      | Durex-Suzuki       | 1:21"16'2 | 111,42 mph |
| 5   | Brian Morrison   | Honda              | 1:21"36'2 | 110,96 mph |
| 6   | Nick Jefferies   | Loctite-Yamaha     | 1:21"37'6 | 110,93 mph |
| 7   | Ian Young        | Honda              | 1:22"28'8 | 109,78 mph |
| 8   | Howard Selby     | Yamaha             | 1:22"33'8 | 109,67 mph |
| 9   | Alan Batson      | Yamaha             | 1:22"54'0 | 109,23 mph |
| 10  | Johnny Rea       | Honda              | 1:23"05'4 | 108,98 mph |
| 11  | Steve Linsdell   | Yamaha             | 1:23"16'4 | 108,76 mph |
| 12  | Iain Duffus      | Yamaha             | 1:23"27'4 | 108,26 mph |
| 13  | P. Nicholls      | Honda              | 1:24"19'2 | 107,34 mph |
| 14  | Brian Raynor     | Yamaha             | 1:24"31'0 | 107,10 mph |
| 15  | Ian Simpson      | Suzuki             | 1:24"37'2 | 107,05 mph |
| 16  | Phil Armes       | Honda              | 1:24"59'0 | 106,58 mph |
| 17  | Steve Johnson    | Honda              | 1:25"29'4 | 105,98 mph |
| 18  | Dean Ashton      | Honda              | 1:25"44'4 | 105,67 mph |
| 19  | Sammy Henry      | Yamaha             | 1:25"59'2 | 105,51 mph |
| 20  | Jim Hodson       | Honda              | 1:26"35'6 | 104,52 mph |
| 26  | Ray Knight       | Honda              | 1:27"52'4 | 102,80 mph |
| 28  | Phillip McCallen | Shell Gemini-Honda | 1:28"45'8 | 102,04 mph |
| 30  | Sam McClements   | Honda              | 1:29"52'8 | 199,77 mph |
| DNF | Geoff Johnson    | Onbekend           |           |            |
| DNF | Brian Reid       | Onbekend           |           |            |
| DNF | Ray Swann        | Onbekend           |           |            |
| DNF | Eddie Roberts    | Onbekend           |           |            |

### Supersport 400 TT
Vier ronden (243 km), motoren tot 400 cc.
De Supersport 400 TT werd met grote overmacht gewonnen door Eddie Laycock, die bijna anderhalve minuut sneller was dang Graeme McGregor en Barry Woodland.

#### Uitslag Supersport 400 TT
| Pos | Coureur            | Merk     | Tijd      | Snelheid   |
| --- | ------------------ | -------- | --------- | ---------- |
| 1   | Eddie Laycock      | Suzuki   | 1:26"01'1 | 105,27 mph |
| 2   | Graeme McGregor    | Suzuki   | 1:27"21'4 | 103,65 mph |
| 3   | Barry Woodland     | Yamaha   | 1:27"30'2 | 103,48 mph |
| 4   | Neil Tuxworth      | Yamaha   | 1:29"04'6 | 101,65 mph |
| 5   | Matt Oxley         | Yamaha   | 1:29"58'6 | 100,63 mph |
| 6   | Mark Langton       | Suzuki   | 1:31"27'6 | 99,00 mph  |
| 7   | Derek Glass        | Suzuki   | 1:31"36'4 | 98,84 mph  |
| 8   | Neil Crawford      | Kawasaki | 1:31"58'4 | 98,45 mph  |
| 9   | John Reynolds      | Kawasaki | 1:32"27'4 | 97,93 mph  |
| 10  | Ian McMillan       | Suzuki   | 1:35"59'2 | 97,38 mph  |
| 11  | Chris Faulkner     | Yamaha   | 1:34"19'0 | 96,00 mph  |
| 12  | Tony Rutter        | Suzuki   | 1:34"19'8 | 95,99 mph  |
| 13  | Peter Wakefield    | Kawasaki | 1:34"55'0 | 95,40 mph  |
| 14  | Frank Finch        | Suzuki   | 1:35"01'0 | 95,30 mph  |
| 15  | David Wallis       | Suzuki   | 1:35"02'6 | 95,27 mph  |
| 16  | Dave Madsen-Mygdal | Yamaha   | 1:35"29'2 | 94,83 mph  |
| 17  | Steve Mason        | Kawasaki | 1:36"03'2 | 94,27 mph  |
| 18  | Steve Murray       | Yamaha   | 1:36"29'2 | 83,84 mph  |
| 19  | Malcolm Lucas      | Yamaha   | 1:36"31'8 | 83,80 mph  |
| 20  | Jim Rae            | Kawasaki | 1:36"56'8 | 93,40 mph  |
| DNF | Ian Lougher        | Onbekend |           |            |

### Production 750 TT
Vier ronden (243 km), motoren tot 750 cc.
In de Production 750 TT won Carl Fogarty zijn eerste TT-race door te gokken met zijn tankstops. Hij was in een spannend gevecht verwikkeld met zijn teamgenoot Steve Hislop en Yamaha-coureur Dave Leach. Leach had de pech dat zijn uitlaat in de laatste ronde afbrak, maar hij finishte toch slechts 1,8 seconde achter Fogarty. 

#### Uitslag Production 750 TT
| Pos | Coureur          | Merk               | Tijd      | Snelheid   |
| --- | ---------------- | ------------------ | --------- | ---------- |
| 1   | Carl Fogarty     | Honda              | 1:18"57'6 | 114,68 mph |
| 2   | Dave Leach       | Yamaha             | 1:18"59'4 | 114,63 mph |
| 3   | Steve Hislop     | Honda              | 1:19"13'8 | 114,29 mph |
| 4   | Nick Jefferies   | Yamaha             | 1:19"48'4 | 113,46 mph |
| 5   | Brian Morrison   | Honda              | 1:20"11'0 | 112,93 mph |
| 6   | Ian Young        | Honda              | 1:20"52'4 | 111,96 mph |
| 7   | Bob Jackson      | Honda              | 1:21"15'6 | 111,43 mph |
| 8   | Kenny Harrison   | Yamaha             | 1:21"17'2 | 111,39 mph |
| 9   | Phil Mellor      | Durex-Suzuki       | 1:21"41'2 | 110,85 mph |
| 10  | Mark Farmer      | Kawasaki           | 1:22"12'6 | 110,14mph  |
| 11  | Gary Thrush      | Honda              | 1:22"35'6 | 109,63 mph |
| 12  | Phil Nichols     | Honda              | 1:22"35'6 | 109,63 mph |
| 13  | Gary Radcliffe   | Yamaha             | 1:22"40'0 | 109,53 mph |
| 14  | Denis Ireland    | Kawasaki           | 1:24"24'8 | 107,27 mph |
| 15  | Phillip McCallen | Shell Gemini-Honda | 1:24"42'0 | 106,90 mph |
| 16  | Steve Boyes      | Honda              | 1:25"55'2 | 105,39 mph |
| 17  | Nigel Nottingham | Yamaha             | 1:26"07'4 | 105,14 mph |
| 18  | John Reynolds    | Kawasaki           | 1:26"43'4 | 104,41 mph |
| 19  | David O'Leary    | Suzuki             | 1:27"01'2 | 104,05 mph |
| 20  | Sandy Berwick    | Suzuki             | 1:27"08'0 | 103,92 mph |
| 32  | Ray Swann        | Kawasaki           | 1:44"02'6 | 87,03 mph  |
| DNF | Steve Henshaw    | Honda              |           |            |
| DNF | James Whitham    | Durex-Suzuki       |           |            |
| DNF | Ray Knight       | Onbekend           |           |            |

### Production 1300 TT
Woensdag 7 juni, vier ronden (243 km), motoren tot 1.300 cc.
De Production 1300 TT was een groot succes voor de Yamaha FZR 1000's. Dave Leach maakte zijn teleurstellende resultaten in de Formula One TT en de Supersport 600 TT goed door deze race te winnen, tien seconden voor Nick Jefferies. De race zou echter herinnerd worden door het verongelukken van Phil Mellor en Steve Henshaw. Dat betekende ook dat de nieuwe Production 1300 TT meteen weer van het programma geschrapt werd.

#### Uitslag Production 1300 TT
| Pos | Coureur          | Merk           | Tijd      | Snelheid   |
| --- | ---------------- | -------------- | --------- | ---------- |
| 1   | Dave Leach       | Yamaha         | 1:18"19'4 | 115,61 mph |
| 2   | Nick Jefferies   | Loctite-Yamaha | 1:18"29'4 | 115,36mph  |
| 3   | Alan Batson      | Loctite-Yamaha | 1:19"40'4 | 113,65 mph |
| 4   | Howard Selby     | Yamaha         | 1:19"46'2 | 113,51 mph |
| 5   | Colin Gable      | Yamaha         | 1:20"36'0 | 112,34 mph |
| 6   | Kenny Harrison   | Yamaha         | 1:20"41'0 | 112,35 mph |
| 7   | Steve Hazlett    | Yamaha         | 1:20"55'2 | 111,90 mph |
| 8   | Andy McGladdery  | Yamaha         | 1:21"26'2 | 111,19 mph |
| 9   | Iain Duffus      | Suzuki         | 1:21"47'4 | 110,71 mph |
| 10  | Steve Ward       | Kawasaki       | 1:22"11'4 | 110,17 mph |
| 11  | Nigel Barton     | Yamaha         | 1:22"18'6 | 110,01 mph |
| 12  | Barry Woodland   | Yamaha         | 1:22"29'8 | 109,76 mph |
| 13  | Richard Rose     | Yamaha         | 1:22"43'0 | 109,47 mph |
| 14  | Richard Holden   | Suzuki         | 1:22"50'0 | 109,31 mph |
| 15  | Dean Ashton      | Suzuki         | 1:23"35'6 | 108,32 mph |
| 16  | Rory Thomson     | Yamaha         | 1:23"48'4 | 108,04 mph |
| 17  | Derek Chatterton | Yamaha         | 1:23"58'8 | 107,82 mph |
| 18  | David Goodley    | Suzuki         | 1:23"59'0 | 107,82 mph |
| 19  | Pete Beale       | Yamaha         | 1:24"25'2 | 107,26 mph |
| 20  | Neil Tuxworth    | Yamaha         | 1:24"41'4 | 106,92 mph |
| DNF | Brian Morrison   | Honda          |           |            |
| DNF | Phil Mellor      | Durex-Suzuki   | (†)       | (†)        |
| DNF | Denis Ireland    | Onbekend       |           |            |
| DNF | James Whitham    | Durex-Suzuki   |           |            |
| DNF | Steve Henshaw    | Honda          | (†)       | (†)        |

## Trivia

### Isle of Man TT Festival
Vanaf 1989 was het Isle of Man Department of Tourism and Leisure hoofdverantwoordelijk voor de organisatie en sindsdien heet het evenement officieel ook "Isle of Man TT Festival".

### Phil Hogg
Phil Hogg verongelukte minder dan zes kilometer van zijn huis in Douglas. Na zijn dood richtte zijn familie de "Hogg Motorsport Association" op. Die specialiseert zich in de medische verzorging tijdens auto- en motorsportevenementen op het Eiland Man. Ze werkt daarbij samen met The Rob Vine Fund.
1907 · 1908 · 1909 · 1910 · 1911 · 1912 · 1913 · 1914 · Eerste Wereldoorlog · 1920 · 1921 · 1922 · 1923 · 1924 · 1925 · 1926 · 1927 · 1928 · 1929 · 1930 · 1931 · 1932 · 1933 · 1934 · 1935 · 1936 · 1937 · 1938 · 1939 · Tweede Wereldoorlog · 1947 · 1948 · 1949 · 1950 ·1951 · 1952 · 1953 · 1954 · 1955 · 1956 · 1957 · 1958 · 1959 · 1960 · 1961 · 1962 · 1963 · 1964 · 1965 · 1966 · 1967 · 1968 · 1969 · 1970 · 1971 · 1972 · 1973 · 1974 · 1975 · 1976 · 1977 · 1978 · 1979 · 1980 · 1981 · 1982 · 1983 · 1984 · 1985 · 1986 · 1987 · 1988 · 1989 · 1990 · 1991 · 1992 · 1993 · 1994 · 1995 · 1996 · 1997 · 1998 · 1999 · 2000 · 2002 · 2003 · 2004 · 2005 · 2006 · 2007 · 2008 · 2009 · 2010 · 2011 · 2012 · 2013 · 2014